# Fussballclub Münsingen 2021-2022
Questa voce raccoglie le informazioni riguardanti il Fussballclub Münsingen nelle competizioni ufficiali della stagione 2021-2022.

## Stagione
Nella stagione 2021-2022 il Münsingen, allenato da Kurt Feuz, concluse il campionato di Prima Lega al 10º posto. In Coppa Svizzera il Münsingen fu eliminato al primo turno dal San Gallo.

## Rosa
| N. |                       | Ruolo | Calciatore        |
| -- | --------------------- | ----- | ----------------- |
| 1  | Svizzera (bandiera)   | P     | Patrick Karrer    |
| 2  | Svizzera (bandiera)   | A     | Joel Fuhrer       |
| 3  | Svizzera (bandiera)   | D     | Nick Rothen       |
| 4  | Montenegro (bandiera) | D     | Dino Rebronja     |
| 4  | Svizzera (bandiera)   | D     | Raffael Sablatnig |
| 5  | Svizzera (bandiera)   | D     | Patrick Strahm    |
| 5  | Svizzera (bandiera)   | D     | Kim Zaugg         |
| 6  | Svizzera (bandiera)   | C     | Fabian Gerber     |
| 7  | Svizzera (bandiera)   | C     | Simon Läderach    |
| 7  | Kosovo (bandiera)     | C     | Valon Selmani     |
| 8  | Svizzera (bandiera)   | D     | Fabian Hirschi    |
| 8  | Svizzera (bandiera)   | C     | Markus Hubacher   |
| 9  | Svizzera (bandiera)   | A     | Sandro Christen   |
| 10 | Svizzera (bandiera)   | C     | Michael Erzinger  |
| 11 | Svizzera (bandiera)   | C     | Luca Lavorato     |

| N. |                               | Ruolo | Calciatore         |
| -- | ----------------------------- | ----- | ------------------ |
| 12 | Svizzera (bandiera)           | D     | Sylvain Moser      |
| 13 | Svizzera (bandiera)           | A     | Patric Gasser      |
| 14 | Macedonia del Nord (bandiera) | C     | Agron Mustafi      |
| 16 | Svizzera (bandiera)           | D     | Lukas Schenkel     |
| 16 | Svizzera (bandiera)           | A     | Marco Zanoni       |
| 17 | Svizzera (bandiera)           | D     | Daniel Mumenthaler |
| 17 | Svizzera (bandiera)           | D     | Lars Reinhard      |
| 18 | Svizzera (bandiera)           | C     | Matthias Collard   |
| 19 | Svizzera (bandiera)           | D     | Nikola Marinković  |
| 19 | Svizzera (bandiera)           | C     | Alban Murina       |
| 20 | Italia (bandiera)             | A     | Loris Vernocchi    |
|    | Svizzera (bandiera)           | P     | Timon Hunziker     |
|    | Svizzera (bandiera)           | P     | Miro Ischi         |
|    | Svizzera (bandiera)           | P     | Valerio Zbinden    |
|    | Portogallo (bandiera)         | D     | Ayrton Ribeiro     |

## Organigramma societario
Area tecnica
- Allenatore: Kurt Feuz
- Allenatore in seconda:
- Preparatore dei portieri:
- Preparatori atletici:

## Calciomercato

### Sessione estiva
| Acquisti | Acquisti          | Acquisti                 | Acquisti |
| R.       | Nome              | da                       | Modalità |
| -------- | ----------------- | ------------------------ | -------- |
| C        | Fabian Gerber     | Köniz                    |          |
| D        | Lars Reinhard     | Young Boys U18           |          |
| D        | Raffael Sablatnig | Köniz                    |          |
| A        | Loris Vernocchi   | Soletta                  |          |
| A        | Marco Zanoni      | Template:Calcio Köniz II |          |

| Cessioni | Cessioni     | Cessioni     | Cessioni |
| R.       | Nome         | a            | Modalità |
| -------- | ------------ | ------------ | -------- |
| P        | Ivo Wüthrich | Münsingen II |          |

### Sessione invernale
| Acquisti | Acquisti    | Acquisti    | Acquisti |
| R.       | Nome        | da          | Modalità |
| -------- | ----------- | ----------- | -------- |
| A        | Joel Fuhrer | Breitenrain |          |

| Cessioni | Cessioni | Cessioni | Cessioni |
| R.       | Nome     | a        | Modalità |
| -------- | -------- | -------- | -------- |

## Risultati

### Prima Lega

#### andata
| Niederhasli 21 agosto 2021, ore 14:00 CEST 1ª giornata                                           | Grasshoppers II | 3 – 3 referto                      | Münsingen | GC Campus AG (170 spett.) |
| \| \| \| \| \| Kalem 14’, 26’ Rastoder 37’ \| Marcatori \| 8’ Gerber 48’ Gasser 90’ Vernocchi \| |                 |                                    |           |                           |
|                                                                                                  |                 |                                    |           |                           |
| Kalem 14’, 26’ Rastoder 37’                                                                      | Marcatori       | 8’ Gerber 48’ Gasser 90’ Vernocchi |           |                           |

| Münsingen 29 agosto 2021, ore 14:30 CEST 2ª giornata               | Münsingen | 1 – 2 referto        | Kosova Zurigo | Sportanlage Sandreutenen (350 spett.) |
| \| \| \| \| \| Erzinger 2’ \| Marcatori \| 22’ Osmani 77’ Renia \| |           |                      |               |                                       |
|                                                                    |           |                      |               |                                       |
| Erzinger 2’                                                        | Marcatori | 22’ Osmani 77’ Renia |               |                                       |

| Zurigo 4 settembre 2021, ore 16:00 CEST 3ª giornata                                | Höngg     | 3 – 1 referto | Münsingen | Utogrund |
| \| \| \| \| \| Anioke 35’ Derungs 61’ Stojanov 83’ \| Marcatori \| 82’ Rebronja \| |           |               |           |          |
|                                                                                    |           |               |           |          |
| Anioke 35’ Derungs 61’ Stojanov 83’                                                | Marcatori | 82’ Rebronja  |           |          |

| Münsingen 12 settembre 2021, ore 14:30 CEST 4ª giornata         | Münsingen | 3 – 0 referto | Lucerna II | Sportanlage Sandreutenen (230 spett.) |
| \| \| \| \| \| Vernocchi 50’, 59’ Gasser 51’ \| Marcatori \| \| |           |               |            |                                       |
|                                                                 |           |               |            |                                       |
| Vernocchi 50’, 59’ Gasser 51’                                   | Marcatori |               |            |                                       |

| Delémont 18 settembre 2021, ore 19:00 CEST 5ª giornata                      | Delémont  | 1 – 2 referto         | Münsingen | Stadio La Blancherie |
| \| \| \| \| \| François 65’ (rig.) \| Marcatori \| 48’ Gerber 50’ Gasser \| |           |                       |           |                      |
|                                                                             |           |                       |           |                      |
| François 65’ (rig.)                                                         | Marcatori | 48’ Gerber 50’ Gasser |           |                      |

| Soletta 25 settembre 2021, ore 16:00 CEST 6ª giornata      | Soletta   | 1 – 1 referto | Münsingen | Stadion Solothurn (200 spett.) |
| \| \| \| \| \| Chatton 64’ \| Marcatori \| 90’ Lavorato \| |           |               |           |                                |
|                                                            |           |               |           |                                |
| Chatton 64’                                                | Marcatori | 90’ Lavorato  |           |                                |

| Münsingen 3 ottobre 2021, ore 14:30 CEST 7ª giornata                | Münsingen | 2 – 1 referto | Zugo | Sportanlage Sandreutenen (300 spett.) |
| \| \| \| \| \| Gerber 51’ Lavorato 53’ \| Marcatori \| 28’ Pizzi \| |           |               |      |                                       |
|                                                                     |           |               |      |                                       |
| Gerber 51’ Lavorato 53’                                             | Marcatori | 28’ Pizzi     |      |                                       |

| Schötz 16 ottobre 2021, ore 16:00 CEST 8ª giornata                                | Schötz    | 2 – 2 referto                  | Münsingen | Fußballanlage Wissenhusen |
| \| \| \| \| \| Gjidoda 45’, 90’ \| Marcatori \| 14’ Murina 81’ (rig.) Lavorato \| |           |                                |           |                           |
|                                                                                   |           |                                |           |                           |
| Gjidoda 45’, 90’                                                                  | Marcatori | 14’ Murina 81’ (rig.) Lavorato |           |                           |

| Münsingen 24 ottobre 2021, ore 14:30 CEST 9ª giornata                          | Münsingen | 3 – 1 referto | Langenthal | Sportanlage Sandreutenen (400 spett.) |
| \| \| \| \| \| Gerber 29’ Gasser 35’ Lavorato 41’ \| Marcatori \| 19’ Heric \| |           |               |            |                                       |
|                                                                                |           |               |            |                                       |
| Gerber 29’ Gasser 35’ Lavorato 41’                                             | Marcatori | 19’ Heric     |            |                                       |

| Buochs 30 ottobre 2021, ore 17:00 CEST 10ª giornata | Buochs    | 1 – 0 referto | Münsingen | Sportplatz Seefeld |
| \| \| \| \| \| Meyer 90’ \| Marcatori \| \|         |           |               |           |                    |
|                                                     |           |               |           |                    |
| Meyer 90’                                           | Marcatori |               |           |                    |

| Münsingen 7 novembre 2021, ore 14:30 CET 11ª giornata                      | Münsingen | 1 – 2 referto                  | Bassecourt | Sportanlage Sandreutenen (350 spett.) |
| \| \| \| \| \| Moser 90’ \| Marcatori \| 51’ Coulibaly 90’ Benhaddouche \| |           |                                |            |                                       |
|                                                                            |           |                                |            |                                       |
| Moser 90’                                                                  | Marcatori | 51’ Coulibaly 90’ Benhaddouche |            |                                       |

| Köniz 13 novembre 2021, ore 16:00 CET 12ª giornata             | Köniz     | 3 – 0 referto | Münsingen | Sportplatz Liebefeld-Hessgut |
| \| \| \| \| \| Budakova 8’ Andrist 15’, 79’ \| Marcatori \| \| |           |               |           |                              |
|                                                                |           |               |           |                              |
| Budakova 8’ Andrist 15’, 79’                                   | Marcatori |               |           |                              |

| Münsingen 21 novembre 2021, ore 14:30 CET 13ª giornata | Münsingen | 1 – 1 referto | Wohlen | Sportanlage Sandreutenen |
| \| \| \| \| \| Gerber 29’ \| Marcatori \| 15’ Lugo \|  |           |               |        |                          |
|                                                        |           |               |        |                          |
| Gerber 29’                                             | Marcatori | 15’ Lugo      |        |                          |

| Münsingen 27 novembre 2021, ore 17:00 CET 14ª giornata                        | Münsingen | 0 – 3 referto                               | Grasshoppers II | Sportanlage Sandreutenen (200 spett.) |
| \| \| \| \| \| \| Marcatori \| 35’ Scheidegger 84’ (rig.) Uka 90’ Rastoder \| |           |                                             |                 |                                       |
|                                                                               |           |                                             |                 |                                       |
|                                                                               | Marcatori | 35’ Scheidegger 84’ (rig.) Uka 90’ Rastoder |                 |                                       |

| Zurigo 6 marzo 2022, ore 15:30 CET 15ª giornata | Kosova Zurigo | 0 – 1 referto | Münsingen | Juchhof 1 |
| \| \| \| \| \| \| Marcatori \| 16’ Gasser \|    |               |               |           |           |
|                                                 |               |               |           |           |
|                                                 | Marcatori     | 16’ Gasser    |           |           |

#### ritorno
| Münsingen 13 marzo 2022, ore 14:30 CET 16ª giornata             | Münsingen | 1 – 1 referto    | Höngg | Sportanlage Sandreutenen (400 spett.) |
| \| \| \| \| \| Lavorato 61’ \| Marcatori \| 82’ (rig.) Jalal \| |           |                  |       |                                       |
|                                                                 |           |                  |       |                                       |
| Lavorato 61’                                                    | Marcatori | 82’ (rig.) Jalal |       |                                       |

| Kriens 20 marzo 2022, ore 14:15 CET 17ª giornata                                                      | Lucerna II | 3 – 3 referto                | Münsingen | Stadion Kleinfeld |
| \| \| \| \| \| Dantas 6’ Bachmann 50’ Rupp 63’ (rig.) \| Marcatori \| 27’, 80’ Gasser 72’ Lavorato \| |            |                              |           |                   |
| |            |                              |           |                   |
| Dantas 6’ Bachmann 50’ Rupp 63’ (rig.)                                                                | Marcatori  | 27’, 80’ Gasser 72’ Lavorato |           |                   |

| Münsingen 30 marzo 2022, ore 20:15 CEST 18ª giornata               | Münsingen | 0 – 3 referto                    | Delémont | Sportanlage Sandreutenen (200 spett.) |
| \| \| \| \| \| \| Marcatori \| 30’ François 36’ Guil 72’ Camara \| |           |                                  |          |                                       |
|                                                                    |           |                                  |          |                                       |
|                                                                    | Marcatori | 30’ François 36’ Guil 72’ Camara |          |                                       |

| Münsingen 3 aprile 2022, ore 14:30 CEST 19ª giornata | Münsingen | 0 – 1 referto | Soletta | Sportanlage Sandreutenen (300 spett.) |
| \| \| \| \| \| \| Marcatori \| 73’ Mast \|           |           |               |         |                                       |
|                                                      |           |               |         |                                       |
|                                                      | Marcatori | 73’ Mast      |         |                                       |

| Zugo 9 aprile 2022, ore 16:00 CEST 20ª giornata | Zugo | 0 – 0 referto | Münsingen | Stadio Herti Allmend (200 spett.) |

| Münsingen 24 aprile 2022, ore 14:30 CEST 21ª giornata               | Münsingen | 2 – 1 referto | Schötz | Sportanlage Sandreutenen (300 spett.) |
| \| \| \| \| \| Selmani 7’ Gasser 16’ \| Marcatori \| 68’ Gjidoda \| |           |               |        |                                       |
|                                                                     |           |               |        |                                       |
| Selmani 7’ Gasser 16’                                               | Marcatori | 68’ Gjidoda   |        |                                       |

| Langenthal 1º maggio 2022, ore 15:00 CEST 22ª giornata  | Langenthal | 2 – 0 referto | Münsingen | Sportplatz Rankmatte (425 spett.) |
| \| \| \| \| \| Jonjic 30’ Haziri 86’ \| Marcatori \| \| |            |               |           |                                   |
|                                                         |            |               |           |                                   |
| Jonjic 30’ Haziri 86’                                   | Marcatori  |               |           |                                   |

| Münsingen 8 maggio 2022, ore 14:30 CEST 23ª giornata                          | Münsingen | 3 – 0 referto | Buochs | Sportanlage Sandreutenen |
| \| \| \| \| \| Lavorato 18’ (rig.) Gasser 40’ Christen 61’ \| Marcatori \| \| |           |               |        |                          |
|                                                                               |           |               |        |                          |
| Lavorato 18’ (rig.) Gasser 40’ Christen 61’                                   | Marcatori |               |        |                          |

| Arbitro: | Jaussi |

|                         |           |                                |
| Adjei 82’ Tighazoui 88’ | Marcatori | 14’ Fuhrer 38’ (rig.) Lavorato |

| Münsingen 21 maggio 2022, ore 16:00 CEST 25ª giornata     | Münsingen | 1 – 1 referto | Köniz | Sportanlage Sandreutenen (450 spett.) |
| \| \| \| \| \| Collard 53’ \| Marcatori \| 59’ Lukarov \| |           |               |       |                                       |
|                                                           |           |               |       |                                       |
| Collard 53’                                               | Marcatori | 59’ Lukarov   |       |                                       |

| Wohlen 28 maggio 2022, ore 16:00 CEST 26ª giornata                             | Wohlen    | 1 – 3 referto                | Münsingen | Stadion Niedermatten (324 spett.) |
| \| \| \| \| \| Lugo 18’ (rig.) \| Marcatori \| 11’, 68’ Lavorato 20’ Murina \| |           |                              |           |                                   |
|                                                                                |           |                              |           |                                   |
| Lugo 18’ (rig.)                                                                | Marcatori | 11’, 68’ Lavorato 20’ Murina |           |                                   |

### Coppa Svizzera
| Arbitro: | San |

|  |           |                                                            |
|  | Marcatori | 9’ Schubert 21’ (rig.) Ruiz 32’ Youan 71’ Görtler 89’ Duah |

## Statistiche

### Statistiche di squadra
| Competizione   | Punti | In casa | In casa | In casa | In casa | In casa | In casa | In trasferta | In trasferta | In trasferta | In trasferta | In trasferta | In trasferta | Totale | Totale | Totale | Totale | Totale | Totale | DR |
| Competizione   | Punti | G       | V       | N       | P       | Gf      | Gs      | G            | V            | N            | P            | Gf           | Gs           | G      | V      | N      | P      | Gf     | Gs     | DR |
| -------------- | ----- | ------- | ------- | ------- | ------- | ------- | ------- | ------------ | ------------ | ------------ | ------------ | ------------ | ------------ | ------ | ------ | ------ | ------ | ------ | ------ | -- |
| Prima Lega     | 33    | 13      | 5       | 3       | 5       | 18      | 17      | 13           | 3            | 6            | 4            | 18           | 22           | 26     | 8      | 9      | 9      | 36     | 39     | -3 |
| Coppa Svizzera | -     | 1       | 0       | 0       | 1       | 0       | 5       | 0            | 0            | 0            | 0            | 0            | 0            | 1      | 0      | 0      | 1      | 0      | 5      | -5 |
| Totale         | 33    | 14      | 5       | 3       | 6       | 18      | 22      | 13           | 3            | 6            | 4            | 18           | 22           | 27     | 8      | 9      | 10     | 36     | 44     | -8 |

### Andamento in campionato
| Giornata  | 1 | 2  | 3  | 4 | 5 | 6 | 7 | 8 | 9 | 10 | 11 | 12 | 13 | 14 | 15 | 16 | 17 | 18 | 19 | 20 | 21 | 22 | 23 | 24 | 25 | 26 |
| --------- | - | -- | -- | - | - | - | - | - | - | -- | -- | -- | -- | -- | -- | -- | -- | -- | -- | -- | -- | -- | -- | -- | -- | -- |
| Luogo     | T | C  | T  | C | T | T | C | T | C | T  | C  | T  | C  | C  | T  | C  | T  | C  | C  | T  | C  | T  | C  | T  | C  | T  |
| Risultato | N | P  | P  | V | V | N | V | N | V | P  | P  | P  | N  | P  | V  | N  | N  | P  | P  | N  | V  | P  | V  | N  | N  | V  |
| Posizione | 7 | 11 | 11 | 8 | 7 | 9 | 8 | 8 | 6 | 8  | 9  | 10 | 11 | 11 | 9  | 10 | 10 | 10 | 11 | 12 | 11 | 12 | 12 | 11 | 12 | 10 |

Legenda:

Luogo: C = Casa; T = Trasferta. Risultato: V = Vittoria; N = Pareggio; P = Sconfitta.